# Krzysztof Grabowski (perkusista)
Krzysztof Bogusław Grabowski (ur. 11 grudnia 1962) – polski muzyk rockowy; współzałożyciel, perkusista i autor tekstów zespołu Dezerter.
Od lipca 2020 prowadzi autorską audycję Muzyka bardzo poważna w Radiu Nowy Świat.

## Filmografia
- Film o pankach (1983), film dokumentalny
- Beats of Freedom – Zew wolności (2009, film dokumentalny, reżyseria: Leszek Gnoiński, Wojciech Słota)

## Książki
- Dezerter. Poroniona generacja (2010, historia zespołu w latach 1981–2010, ukazana na tle historii Polski, autor: Krzysztof Grabowski)

- Przyjeżdżajcie, będzie super! wydaw. Antena Krzyku 2024
- Spytaj milicjanta. wydaw. Antena Krzyku 2025